# Wereldkampioenschap volleybal mannen 2018
Het wereldkampioenschap volleybal mannen 2018 werd gehouden van 9 september tot en met 30 september 2018 in Italië en Bulgarije. De titelhouder  Polen prolongeerde zijn titel door in de finale Brazilië met 3-0 te verslaan.

## Gekwalificeerde landen
| Afrika (3 landen) | Azië en Oceanië (4 landen)                                                                       | Europa (10 landen) | Noord-Amerika (5 landen) | Zuid-Amerika (2 landen)                                                                                 |
| Winnaar Afrikaans kampioenschap volleybal 2017: Kameroen Finalist Afrikaans kampioenschap volleybal 2017:: Egypte Nummer 3 Afrikaans kampioenschap volleybal 2017:: Tunesië | Winnaar Groep A: Iran Nummer 2 Groep B: China Winnaar Groep B: Japan Nummer 2 Groep B: Australië | Gastland: Italië Gastland: Bulgarije Wereldkampioen: Polen Winnaar Groep A: Frankrijk Winnaar Groep B: Nederland Winnaar Groep C: Slovenië Winnaar Groep D: Rusland Winnaar Groep E: Servië Winnaar Groep F: Finland Winnaar Groep G: België | Winnaar Noord-Amerikaans kampioenschap volleybal 2017: Verenigde Staten Finalist Noord-Amerikaans kampioenschap volleybal 2017: Dominicaanse Republiek Nummer 3 Noord-Amerikaans kampioenschap volleybal 2017: Canada Winnaar Final four: Puerto Rico Nummer 2 Final four: Cuba | Winnaar Zuid-Amerikaans kampioenschap volleybal 2017: Brazilië Winnaar kwalificatietoernooi: Argentinië |

## Eerste groepsfase
De top 4 van elke groep plaatst zich voor de 2e groepsfase

### Groep A
|      |                        |     | Wedstrijden | Wedstrijden | Sets | Sets | Sets |
| Rang | Team                   | Ptn | W           | L           | W    | L    |      |
| ---- | ---------------------- | --- | ----------- | ----------- | ---- | ---- | ---- |
| 1    | Italië                 | 15  | 5           | 0           | 15   | 2    |      |
| 2    | België                 | 10  | 3           | 2           | 11   | 8    |      |
| 3    | Slovenië               | 9   | 3           | 2           | 12   | 10   |      |
| 4    | Argentinië             | 6   | 2           | 3           | 10   | 11   |      |
| 5    | Japan                  | 5   | 2           | 3           | 8    | 11   |      |
| 6    | Dominicaanse Republiek | 0   | 0           | 5           | 1    | 15   |      |

### Groep B
|      |           |     | Wedstrijden | Wedstrijden | Sets | Sets | Sets |
| Rang | Team      | Ptn | W           | L           | W    | L    |      |
| ---- | --------- | --- | ----------- | ----------- | ---- | ---- | ---- |
| 1    | Brazilië  | 11  | 4           | 1           | 13   | 6    |      |
| 2    | Nederland | 11  | 4           | 1           | 12   | 8    |      |
| 3    | Frankrijk | 11  | 3           | 2           | 13   | 7    |      |
| 4    | Canada    | 9   | 3           | 2           | 11   | 7    |      |
| 5    | Egypte    | 3   | 1           | 4           | 4    | 13   |      |
| 6    | China     | 0   | 0           | 5           | 3    | 15   |      |

### Groep C
|      |                  |     | Wedstrijden | Wedstrijden | Sets | Sets | Sets |
| Rang | Team             | Ptn | W           | L           | W    | L    |      |
| ---- | ---------------- | --- | ----------- | ----------- | ---- | ---- | ---- |
| 1    | Verenigde Staten | 13  | 5           | 0           | 15   | 5    |      |
| 2    | Servië           | 12  | 4           | 1           | 14   | 7    |      |
| 3    | Rusland          | 10  | 3           | 2           | 10   | 6    |      |
| 4    | Australië        | 7   | 2           | 3           | 9    | 11   |      |
| 5    | Kameroen         | 3   | 1           | 4           | 4    | 12   |      |
| 6    | Tunesië          | 0   | 0           | 5           | 2    | 15   |      |

### Groep D
|      |             |     | Wedstrijden | Wedstrijden | Sets | Sets | Sets |
| Rang | Team        | Ptn | W           | L           | W    | L    |      |
| ---- | ----------- | --- | ----------- | ----------- | ---- | ---- | ---- |
| 1    | Polen       | 15  | 5           | 0           | 15   | 3    |      |
| 2    | Iran        | 11  | 4           | 1           | 12   | 7    |      |
| 3    | Bulgarije   | 9   | 3           | 2           | 11   | 6    |      |
| 4    | Finland     | 6   | 2           | 3           | 9    | 12   |      |
| 5    | Cuba        | 3   | 1           | 4           | 6    | 13   |      |
| 6    | Puerto Rico | 1   | 0           | 5           | 3    | 15   |      |

## Tweede groepsfase
De groepswinnaars van elke groep en de twee beste nummers 2 plaatsten zich voor de derde groepsfase.

### Groep E
|      |           |     | Wedstrijden | Wedstrijden | Sets | Sets | Sets |
| Rang | Team      | Ptn | W           | L           | W    | L    |      |
| ---- | --------- | --- | ----------- | ----------- | ---- | ---- | ---- |
| 1    | Italië    | 22  | 7           | 1           | 23   | 6    |      |
| 2    | Rusland   | 18  | 6           | 2           | 21   | 8    |      |
| 3    | Nederland | 14  | 5           | 3           | 16   | 15   |      |
| 4    | Finland   | 6   | 2           | 6           | 10   | 21   |      |

### Groep F
|      |           |     | Wedstrijden | Wedstrijden | Sets | Sets | Sets |
| Rang | Team      | Ptn | W           | L           | W    | L    |      |
| ---- | --------- | --- | ----------- | ----------- | ---- | ---- | ---- |
| 1    | Brazilië  | 19  | 7           | 1           | 22   | 8    |      |
| 2    | België    | 14  | 4           | 4           | 16   | 14   |      |
| 3    | Slovenië  | 13  | 4           | 4           | 17   | 16   |      |
| 4    | Australië | 9   | 3           | 5           | 12   | 19   |      |

### Groep G
|      |                  |     | Wedstrijden | Wedstrijden | Sets | Sets | Sets |
| Rang | Team             | Ptn | W           | L           | W    | L    |      |
| ---- | ---------------- | --- | ----------- | ----------- | ---- | ---- | ---- |
| 1    | Verenigde Staten | 22  | 8           | 0           | 24   | 6    |      |
| 2    | Canada           | 13  | 5           | 3           | 18   | 4    |      |
| 3    | Bulgarije        | 13  | 4           | 4           | 16   | 12   |      |
| 4    | Iran             | 12  | 4           | 4           | 14   | 16   |      |

### Groep H
|      |            |     | Wedstrijden | Wedstrijden | Sets | Sets | Sets |
| Rang | Team       | Ptn | W           | L           | W    | L    |      |
| ---- | ---------- | --- | ----------- | ----------- | ---- | ---- | ---- |
| 1    | Polen      | 19  | 6           | 2           | 21   | 9    |      |
| 2    | Servië     | 18  | 6           | 2           | 20   | 12   |      |
| 3    | Frankrijk  | 17  | 5           | 3           | 21   | 12   |      |
| 4    | Argentinië | 8   | 3           | 5           | 14   | 19   |      |

## Derde groepsfase
De top 2 van elke groep plaatst zich voor de halve finales.

### Groep I
|      |                  |     | Wedstrijden | Wedstrijden | Sets | Sets | Sets |
| Rang | Team             | Ptn | W           | L           | W    | L    |      |
| ---- | ---------------- | --- | ----------- | ----------- | ---- | ---- | ---- |
| 1    | Brazilië         | 5   | 2           | 0           | 6    | 2    |      |
| 2    | Verenigde Staten | 3   | 1           | 1           | 3    | 3    |      |
| 3    | Rusland          | 1   | 0           | 2           | 2    | 6    |      |

### Groep J
|      |        |     | Wedstrijden | Wedstrijden | Sets | Sets | Sets |
| Rang | Team   | Ptn | W           | L           | W    | L    |      |
| ---- | ------ | --- | ----------- | ----------- | ---- | ---- | ---- |
| 1    | Polen  | 4   | 1           | 1           | 5    | 3    |      |
| 2    | Servië | 3   | 1           | 1           | 3    | 3    |      |
| 3    | Italië | 2   | 1           | 1           | 3    | 5    |      |

## Laatste vier

### Halve finales
| Datum  | Tijd  |          | Score |                  | Set 1 | Set 2 | Set 3 | Set 4 | Set 5 | Totaal  |
| ------ | ----- | -------- | ----- | ---------------- | ----- | ----- | ----- | ----- | ----- | ------- |
| 29 sep | 17:00 | Brazilië | 3-0   | Servië           | 25-22 | 25-21 | 25-22 |       |       | 75-65   |
| 29 sep | 20:30 | Polen    | 3-2   | Verenigde Staten | 25-22 | 20-25 | 23-25 | 25-20 | 15-11 | 108–103 |

### Wedstrijd om derde plaats
| Datum  | Tijd  |        | Score |                  | Set 1 | Set 2 | Set 3 | Set 4 | Set 5 | Totaal |
| ------ | ----- | ------ | ----- | ---------------- | ----- | ----- | ----- | ----- | ----- | ------ |
| 30 sep | 17:00 | Servië | 1-3   | Verenigde Staten | 25-23 | 17-25 | 30-32 | 19-25 |       | 91–105 |

### Finale
| Datum  | Tijd  |          | Score |       | Set 1 | Set 2 | Set 3 | Set 4 | Set 5 | Totaal |
| ------ | ----- | -------- | ----- | ----- | ----- | ----- | ----- | ----- | ----- | ------ |
| 30 sep | 21:15 | Brazilië | 0-3   | Polen | 26-28 | 20-25 | 23-25 |       |       | 69–78  |